# Södertörns högskolas studentkår
Södertörns högskolas studentkår, SöderS, är studentkåren på Södertörns högskola. SöderS är anslutet till SSCO. SöderS har även en egen studentpub; SöderS Pub. SöderS Pub  har plats för närmare 500 personer, ett stort dansgolv och bar. Utöver puben finns även pingisbord, biljard och fotbollsspel och en stor uteterrass. SöderS Pub har öppet från klockan 15:00 under onsdagar, och 12:00 under fredagar.

## Organisation
SöderS högsta beslutande organ är årsmötet. Under årsmötet är alla medlemmar inbjudna. Under ett kalenderår kallar SöderS styrelse vanligtvis till två årsmöten för vardera termin. Ett årsmöte inträffar under hösten och kallas höstsammanträdet, det andra kallas vårsammanträdet och infaller under våren. Vanligtvis behandlas valärenden under vårsammanträdet.  
SöderS har fyra verksamheter. Den första är SöderS pub och fest AB, som är ett aktiebolag helägt av SöderS. Pubens styrelse tillsätts av SöderS styrelse. Styrelseledamöter för SöderS pub är studenter. För närvarande innehas ordförandeposten av Matteus Graff och Filip Rybacki. Pubstyrelsen ska enligt stadga vara minst 7 medlemmar och max 10. Dessa väljs in i februari månad och får då mandat för ett år.  
Den andra är Erasmus Student Network, förkortas ESN, där ordförande för närvarande är Nora Sargin. Även denna styrelse tillsätts av studenter och väljs av SöderS styrelse. ESN tillhandahåller verksamheter för utbytesstudenter vid Södertörns högskola och främjar utbyte mellan svenska studenter och studenter från utlandet. I SöderS expedition kan man köpa ESN-kort som ger rabatter för turistattraktioner runt om i Stockholm.  
Den tredje verksamheten är SöderS Andrahandsbokhandel. SöderS Andrahandsbokhandel är en verksamhet som bedriver försäljning av begagnad studentlitteratur. Studenter har möjlighet att lämna in kurslitteratur de inte längre behöver för att sedan få förtjänst när boken är såld. Bokhandeln drivs av funktionärer som studerar på Södertörns högskola och har en verksamhetschef, Sumaya Garad.  
Den fjärde verksamheten är SH Radio, som för närvarande är en vilande verksamhet men som i övrigt bedriver podd- och radioverksamhet.  
Det finns ett tiotal kåranslutna föreningar inom SöderS. Dessa faller inom två kategorier: utbildningsföreningar som exempelvis SÖFRE (Södertörns förenade ekonomer), och intresseföreningar som exempelvis Södertörn Solidaritet och SödersRunners.    
SöderS kårledning består av generalsekreterare, kommunikatör och studentombud. Dessa utgör tillsammans SöderS kansli och operativa verksamhet. De har i uppdrag att verkställa beslut från SöderS styrelse. Kansliet leds av generalsekreterare.    
Profileringsområden som SöderS har inom stora delar av sitt arbete är mångfald och genus.

## Priser
SöderS delar varje år ut fyra olika priser till lärare, studenter och personal som utmärkt sig inom utbildnings- och eller studiesociala frågor under verksamhetsåret. För utmärkelserna till studenterna är det styrelsen som tar beslut efter nomineringar av studentkårens medlemmar. För den pedagogiska utmärkelsen Guldgripen är det SöderS ordförande och utbildningsansvariga, högskolans rektor och dekan som utgör jury.
Guldgripen - SöderS utmärkelse till Södertörns högskolas bästa lärare.
Årets förening - SöderS utmärkelse till en etablerad förening som utmärkt sig lite extra under året.
Årets stjärnskott - SöderS utmärkelse till en ny förening som utmärkt sig lite extra under året.
Terminens eldsjäl - SöderS utmärkelse till en student som i sitt engagemang utmärkt sig lite extra under terminen. Utmärkelsen delas ut en gång per termin.

## Historia
SöderS bildades i maj 1996. Då hade Södertörns högskola ännu inte fått rätten att utfärda examen, så Stockholms universitets rektor var även rektor för Södertörns högskola och SöderS var en del av Stockholms universitets studentkår. Mellan augusti 1996 och juni 1997 var SöderS även en av Uppsala universitets studentkårer, eftersom Uppsala universitet ansvarade för att Södertörns högskolas farmacie kandidatutbildning.
- 1996 bildades SöderS. Första kårordförande, Mikael Norbäck, valdes av Näringslivshögskola Syds studenter. Kåren tog emot drygt 1000 medlemmar när Södertörns högskola invigdes.
- 1998 hölls det första valet till kårfullmäktige.
- 1997 publicerades första numret av kårtidningen SODA.
- 2010 publicerades kårtidningen SODA för första gången i Metro Student Magazine [1]
- 2012 avslutades avtalet med Metro Student Magazine [1] tidningen börjar drivas i egen regi.

SöderS presidialer
| Verksamhetsår | Ordförande                                  | Vice ordförande                                  | Vice ordförande             |  |
| ------------- | ------------------------------------------- | ------------------------------------------------ | --------------------------- |  |
| 1996/1997     | Mikael Norbäck                              | Christopher Zielinski                            |                             |  |
| 1997/1998     | Christopher Zielinski                       | Johan Isaksson                                   |                             |  |
| 1998/1999     | Anna Söderlind                              | Per Ekberg                                       |                             |  |
| 1999/2000     | Maria Bölzner                               | Sara Larsson                                     | Ida Littorin                |  |
| 2000/2001     | Jenny Isaksson                              | Cecilia Wallén                                   |                             |  |
| 2001/2002     | Jenni Sten                                  | Mats Holmberg                                    |                             |  |
| 2002/2003     | Fredrik Korsan-Bengtsen                     | Kristoffer Bjurfeldt                             |                             |  |
| 2003/2004     | Nazira Hammoud                              | Björn Larm                                       | Joachim Andersson           |  |
| 2004/2005     | Moa Andersson                               | Helena Brogren                                   |                             |  |
| 2005/2006     | Pierre Strindby                             | Therese Kruse (f.d. Molander)                    | Lina Wahrenby (från VT2007) |  |
| 2006/2007     | Lina Wahrenby                               | Annicka Lindgren                                 |                             |  |
| 2007/2008     | Ali Baniasadi                               | Fredrik Bodin                                    |                             |  |
| 2008/2009     | Robin Moberg                                | Sabine Pettersson                                |                             |  |
| 2009/2010     | Sabine Pettersson                           | Lina Glans                                       |                             |  |
| 2010/2011     | Rebecka Stenqvist                           | Marco Villegas (Vice S)                          | Johan Linné (Vice U)        |  |
| 2011/2012     | Marco Villegas                              | Elma Durakovic                                   | Ellinor Aaby Olsson         |  |
| 2012/2013     | Elma Durakovic                              | Teo Strömdahl Östberg                            |                             |  |
| 2013/2014     | Lena Möller                                 | John Håkansson                                   |                             |  |
| 2014/2015     | Lena Möller                                 | Veronica Sällemark                               |                             |  |
| 2015/2016     | Axel Bergman                                | Oskar M Wiik                                     |                             |  |
| 2016/2017     | Oskar M Wiik                                | Adam Söderberg                                   |                             |  |
| 2017/2018     | Oskar M Wiik                                | Josefin Stern                                    | Adam Söderberg              |  |
| 2018/2019     | Oskar M Wiik                                | Moa Bergström (entledigad 2019-01-11)            |                             |  |
| 2019/2020     | Josefin Stern                               | Mahad Jama (entledigad genom årsmöte 2019-10-09) |                             |  |
| 2020/2021     | Jakob Amnér                                 | Adam Maquard                                     |                             |  |
| 2021/2022     | Iryna Hauska                                | Adam Maquard                                     |                             |  |
| 2022/2023     | Batool Ghadanfari (2022) Sandra Duru (2023) | Sandra Duru (2022) Marianne-Sara Banda (2023)    |                             |  |
| 2023/24       | Frida Hanslep Kellén                        | Yana Barri                                       | Tilda Nyström               |  |
| 2024/25       | Julia Runnelid                              | Sini Nurminen                                    | Liam Andersson              |  |
| 2025/26       | Adam Hemdan                                 | Alexandra Bokström Niflis                        |                             |  |